# IRIS Kharg
25°39′10″ пн. ш. 57°38′25″ сх. д. / 25.652726° пн. ш. 57.640181° сх. д.
IRIS Kharg (перс. خارگ) — модифікований танкер-заправник класу Ол, що належав ВМС Ірану. Названий на честь острова Харк. Побудований у Великій Британії компанією Swan Hunter, спущений на воду у 1977 році, доставлений до Ірану в 1984 році. Kharg був найбільшим військовим судном Ірану до введення в експлуатацію IRIS Makran на початку 2021.
2 червня 2021 року Kharg загорівся і затонув біля іранського міста Джаск, приблизно за 140 км від Ормузької протоки в Оманській затоці.